# Gaetano Saracco
 (mai 2022).
Si vous disposez d'ouvrages ou d'articles de référence ou si vous connaissez des sites web de qualité traitant du thème abordé ici, merci de compléter l'article en donnant les références utiles à sa vérifiabilité et en les liant à la section « Notes et références ».
Pour l’article homonyme, voir Giuseppe Saracco.
Œuvres principales
La Esmeralda (1882)
Milenka (1888)
La Korrigane (1902)
Gaetano Domenico Saracco est un danseur et chorégraphe italien baptisé à la basilique Santa Maria delle Vigne de Gênes le 25 avril 1856 et mort à Paris 9e le 12 février 1922.

## Biographie
Fils de Giuseppe Saracco, célèbre mime du Teatro della Pergola de Florence, et de Maddalena Balbo, il débute au Teatro Quirino de Rome en 1874, puis danse à Florence, Pise et Turin, avant de revenir à Florence en 1880.
Durant la saison 1882-1883, il danse à Paris le rôle-titre du ballet Excelsior, créé en 1881 à la Scala de Milan par Luigi Manzotti, et passe la saison suivante à la Scala, sous la direction du célèbre maître de ballet Enrico Cecchetti.
En 1884, il participe à une longue tournée aux États-Unis puis, la saison suivante, il passe un an à Londres, au théâtre de l'Alhambra, où il rencontre et épouse la chanteuse lyrique Emma Davies.
Il quitte Londres en 1886 pour honorer un contrat avec le Théâtre de la Monnaie à Bruxelles. De 1886 à 1888, il est maître de ballet à ce théâtre, passe quatre mois au Teatro Reale de Rome et revient à Bruxelles en mars 1889. Il voyage dorénavant entre Milan, Monte-Carlo et Bruxelles, mais danse aussi à Saint-Pétersbourg, Odessa, Moscou, Londres et Genève, où il remonte la plupart de ses ballets.
Il arrête sa carrière en 1916 et meurt six ans plus tard à Paris, rue de Trévise, dans le IXe arrondissement. Il est inhumé au cimetière des Batignolles.

## Chorégraphies
- La Esmeralda (Gênes 1882)
- Myosotis (Bruxelles, 11 décembre 1886)
- Milenka (Bruxelles, 3 novembre 1888)
- Le Cœur de Sîtâ (Paris, 16 mai 1891)
- La Bella dormente (Milan, 11 mars 1896)
- Javotte (Milan 1897)
- Le Chevalier aux fleurs (Paris, 15 mai 1897)
- Saffo (Milan 1898)
- Il Carillon (Milan, 4 janvier 1899)
- Les Deux Pigeons (Bruxelles, 18 mars 1901)
- La Captive (Bruxelles, 15 avril 1902)
- La Korrigane (Bruxelles, 26 novembre 1902)
- Lilia (Bruxelles, 5 mars 1903)
- Zannetta (Bruxelles, 13 novembre 1904)
- La Sirène (Monte-Carlo, 27 février 1905)
- Au temps jadis (Monte-Carlo, avril 1905)
- La Mariska (Monte-Carlo, 28 avril 1905)
- Paquita (Monte-Carlo, 27 février 1906)
- La Sniegourka (Monte-Carlo, 20 avril 1906)
- Au printemps (Monte-Carlo, 26 janvier 1907)
- La Poupée (Monte-Carlo, 8 mars 1907)
- Louis XIV (Monte-Carlo, 13 mars 1907)
- Espada (Monte-Carlo, 15 février 1908)
- Le Tzar (Monte-Carlo, avril 1908)
- Vers l'azur (Genève, septembre 1908)
- L'Horloge (Lucerne, octobre 1908)
- La Fée au bois  (Maisons-Laffitte, 27 juillet 1911)
- Ballet blanc (Biarritz, 9 août 1911)
- Silène libertin (Biarritz, 27 août 1911)
- Brahma (Maisons-Laffitte, 24 octobre 1911)
- Une nuit d'Ispahan (Maisons-Laffitte, 28 juillet 1912)
- Kermesse flamande (Monte-Carlo, 3 décembre 1912)
- Les Fiançailles et Le Jardin du harem (Deauville, 28 septembre 1913)
- Divertissement patriotique (Monte-Carlo, 5 mai 1916)